# Zastava 101
La Zastava 101 è un'automobile prodotta dalla Zastava dal 1971 al 2008. La produzione è terminata a seguito dell'assorbimento della quota maggioritaria dell'azienda da parte della Fiat, con conseguente cessazione dell'esistenza del marchio Zastava.

## Storia
La prima serie venne esportata in tutto l'est europeo e nel Regno Unito con il nome di Zastava Skala ed era fornita in numerose varianti con diverse sigle: Z101, ZLM, ZLC, ZLX, 311, 411, 413, 511, 513, Zastava GTL, Comfort, Mediterran in base alle motorizzazioni e agli allestimenti.

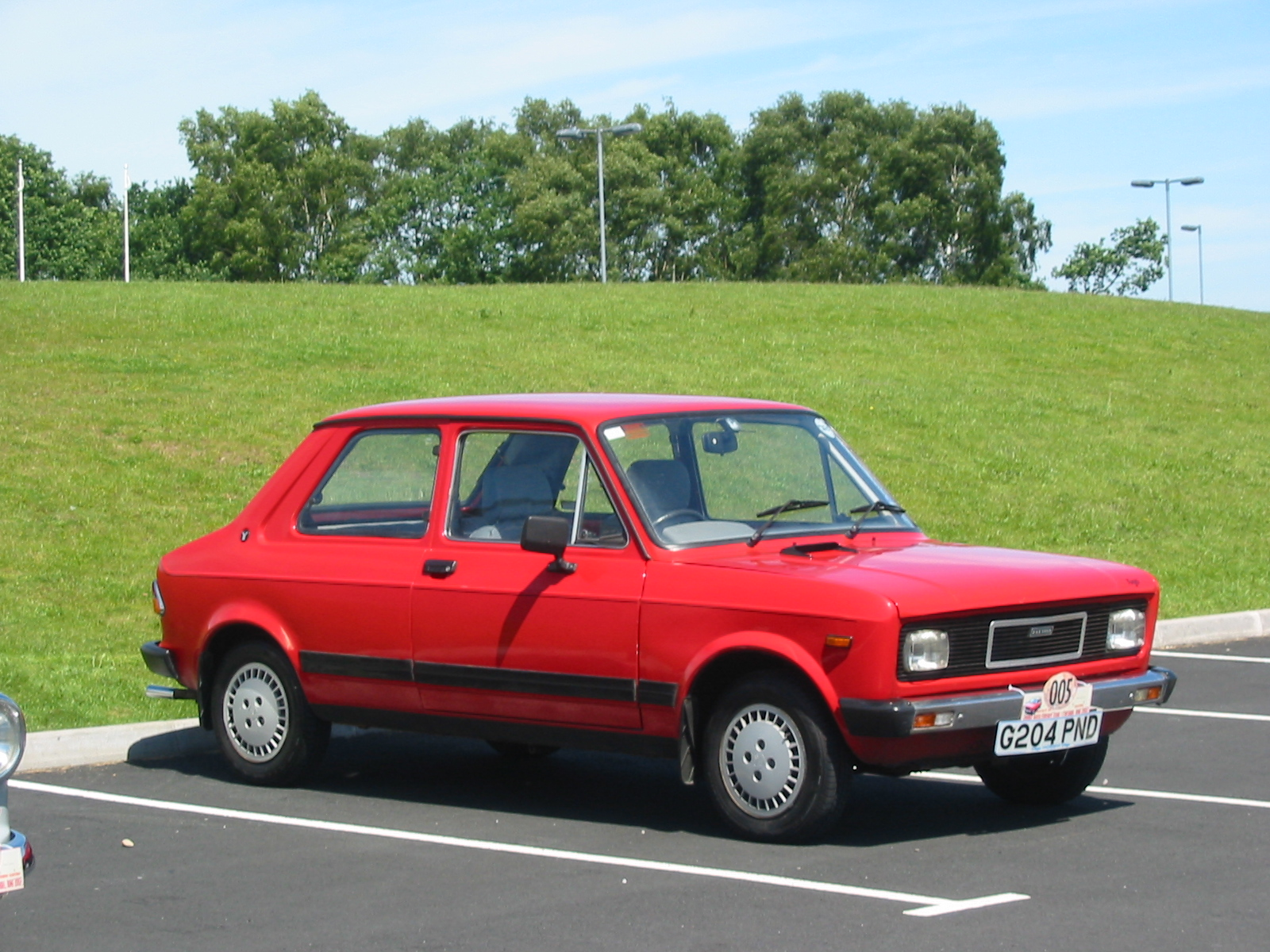
Una Zastava Skala 55

Era uguale alla Zastava 128 (identica all'omonimo modello Fiat) a parte il baule che la faceva sembrare una via di mezzo tra una 2 volumi e una 3 volumi, era disponibile a 3 e 5 porte.
Nel 1991 subì un restyling e un cambio di nome (Skala 55) oltre che di meccanica.
Venne proposto un modello Pick-up, il 101 cabinato che continua ad essere prodotto con lo stesso nome.
Dal 2000 la 128 si è unita alla Skala 55 diventando una sua versione a 3 volumi.

## Motorizzazione iniziale
- Numero di cilindri = 4
- cilindrata = 1116 cm³
- Potenza = 55 cv